# Sobolevita
|  | No s'ha de confondre amb sobolevskita. |

La sobolevita és un mineral de la classe dels silicats, que pertany al grup de la murmanita. Rep el nom en honor de Vladimir Stepanovich Sobolev (Владимира Степановича Соболева) (17 de maig – 1 de setembre de 1982), acadèmic de l'Acadèmia de Ciències de la URSS i director del Museu Mineralògic de l'AE Fersmann entre els anys 1980 i 1982). Va estudiar la mineralogia dels silicats, el magmatisme i el metamorfisme de les roques, i la mineralogia i la petrologia de la plataforma siberiana.

## Característiques
La sobolevita és un silicat de fórmula química Na₁₃Ca₂Mn₂Ti₃(Si₂O₇)₂(PO₄)₄O₃F₃. Va ser aprovada com a espècie vàlida per l'Associació Mineralògica Internacional l'any 1982. Cristal·litza en el sistema monoclínic. La seva duresa a l'escala de Mohs es troba entre 4,5 i 5.
Segons la classificació de Nickel-Strunz, la sobolevita pertany a «09.BE - Estructures de sorosilicats, amb grups Si₂O₇, amb anions addicionals; cations en coordinació octaèdrica [6] i major coordinació» juntament amb els següents minerals: wadsleyita, hennomartinita, lawsonita, noelbensonita, itoigawaïta, ilvaïta, manganilvaïta, suolunita, jaffeïta, fresnoïta, baghdadita, burpalita, cuspidina, hiortdahlita, janhaugita, låvenita, niocalita, normandita, wöhlerita, hiortdahlita I, marianoïta, mosandrita, nacareniobsita-(Ce), götzenita, hainita, rosenbuschita, kochita, dovyrenita, baritolamprofil·lita, ericssonita, lamprofil·lita, ericssonita-2O, seidozerita, nabalamprofil·lita, grenmarita, schüllerita, lileyita, murmanita, epistolita, lomonossovita, vuonnemita, innelita, fosfoinnelita, yoshimuraïta, quadrufita, polifita, bornemanita, xkatulkalita, bafertisita, hejtmanita, bykovaïta, nechelyustovita, delindeïta, bussenita, jinshajiangita, perraultita, surkhobita, karnasurtita-(Ce), perrierita-(Ce), estronciochevkinita, chevkinita-(Ce), poliakovita-(Ce), rengeïta, matsubaraïta, dingdaohengita-(Ce), maoniupingita-(Ce), perrierita-(La), hezuolinita, fersmanita, belkovita, nasonita, kentrolita, melanotekita, til·leyita, kil·lalaïta, stavelotita-(La), biraïta-(Ce), cervandonita-(Ce) i batisivita.
L'exemplar que va servir per a determinar l'espècie, el que es coneix com a material tipus, es troba conservat al Museu Mineralògic Fersmann, de l'Acadèmia Russa de les Ciències, a Moscou (Rússia).

## Formació i jaciments
Va ser descoberta al mont al·luaiv, dins el districte de Lovozero (óblast de Múrmansk, Rússia). També ha estat descrita al proper mont Karnasurt. Aquests dos indrets són els únics de tot el planeta on ha estat descrita aquesta espècie mineral.